# Neoathyreus hamifer
Neoathyreus hamifer es una especie de coleóptero de la familia Geotrupidae.

## Distribución geográfica
Habita en Guatemala.